# Моррисон, Карен
Карен Джин Моррисон-Комсток (англ. Karen Morrison-Comstock; род. 4 августа 1954 года) — американская фотомодель; победительница «Мисс США 1974».

## Биография
Родилась в 1954 году в Сент-Чарльзе, штат Иллинойс. 
Приняла участие в Мисс Иллинойс, на которое была отправлена от своего модельного агентства. Её также поддерживала сестра Паула Занн, знакомая Комсток, принимала в конкурсе и вошла в Топ 5. Через месяц после победы, она получила титул Мисс США, проходивший в Ниагара-Фолс. Корона перешла из рук Аманды Джоунс, победительницы 1973 года. Она была одета в белое шифоновое платье сшитое Алиса Хамм из Alyce Designs. Её призовой пакет составил 7,500 американских долларов, контракт на сумму 7,500, стипендия в размере 3,000 долларов, новый автомобиль, цветной телевизор, стерео система и одежда.  At the time Comstock was one of the tallest contestants ever to win a major beauty pageant.
Карен Джин Моррисон-Комсток представляла США на международном конкурсе красоты «Мисс Вселенная 1974», которое транслировалось с Манилы, Филиппины. В финале прошла в полуфинал. Этот конкурс проходил в третий раз не на территории США и первый раз в Азии. Победительницей стала Ампаро Муньос, представительница Испании.
Во время пребывания в роли Мисс США, много путешествовала и встречалась со знаменитостями. Например, Джек Леммон, Бобби Винтон, Омар Шариф и Джо Нэмет.

## Личная жизнь
Посещала школы Haines Junior High School и St. Charles East High School. Была первокурсницей Висконсинского университета в Мадисоне, когда завоевала титул Мисс США, но оставила учёбу ради модельной карьеры в Нью-Йорке. В 1976 году, она вернулась в Иллинойс, перешла в Протестантское Христианство и разъезжала по стране, представляя некоммерческую организацию под названием "Sharing Ministries".
Вышла замуж за Гордона Комстока; в этом браке родилось четверо детей.